# Hurtigruten

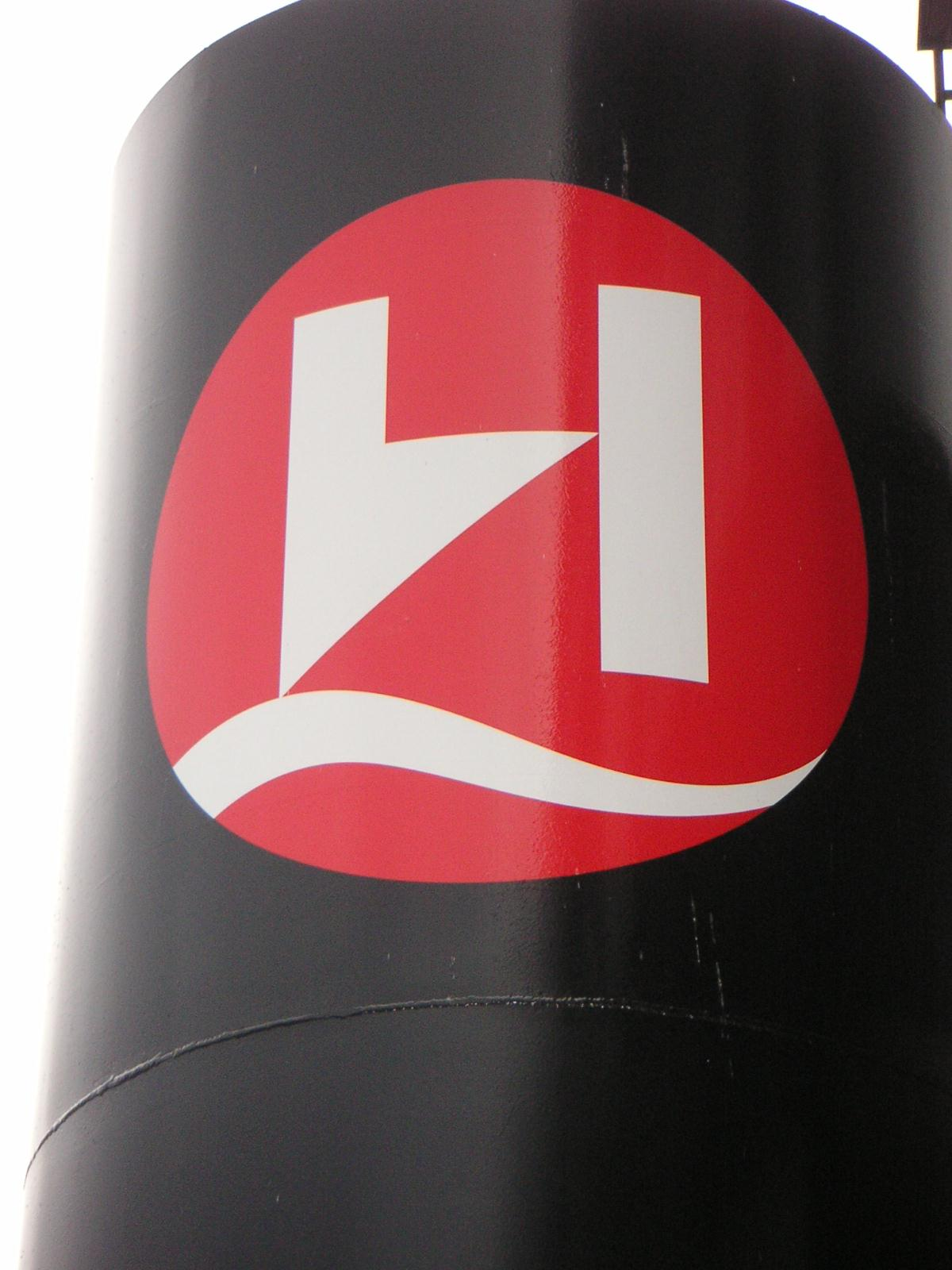
A Hurtigruten logója a hajók kéményén

A Hurtigruten (norvégül Hurtigruta, jelentése „gyors járat”) a hagyományos norvég postahajó-járat elnevezése, mely a Norvégia 2650 km hosszú nyugati partja menti településeket köti össze már 1893 óta. Manapság a hagyományos teher- és személyforgalmat bonyolító, valamint turistákat is szállító hajók a Bergen és Kirkenes közötti utat 6 és fél nap alatt teszik meg, miközben a tényleges postaforgalom már 1984-ben megszűnt. A Hurtigruten útvonala, eredeti rendeltetésének megtartása mellett ma már nemzetközileg ismert turista látványosságnak tekinthető.

## Története
A norvég partvonalat követő hajójárat létesítését a földrajzi körülmények indokolták. A mai Norvégia észak-déli irányban kerek 2650 km hosszúságban nyúlik el. Az ország viszonylag enyhe időjárású déli része a lakosság sűrűségét és gazdasági fejlettségét tekintve is domináns volt. Az északi területek halászatból élő partközeli településeinek viszont hiányoztak a szállítási útvonalak a kifogott halak elszállításához, valamint az alapvető árucikkekkel és gazdasági eszközökkel való ellátáshoz is.
A 19. század elején az ország teljes északi része, főleg a hosszú téli hónapokban el volt vágva a külvilágtól, ezért a norvég állam megoldást keresett az északi területek közlekedésének megoldására. A 83 283 km hosszú partvonalra való tekintettel végül a kereskedelmi hajózás mellett döntöttek, és 1875-től a meglévő kisebb hajójáratokra alapozva kidolgozták az államilag támogatott rendszeres hajó-összeköttetés első terveit délen Stavanger és Bergen, valamint Észak-Norvégia nagyobb parti települései között.

### A kezdetek

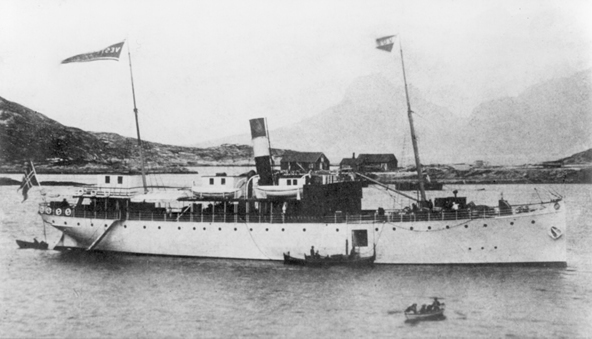
Az első Hurtigruten gőzhajó, a Vesterålen

A Hurtigruten alapítója egy privát hajótársaság, a Vesteraalens Dampskibsselskap volt, melynek első hajója először 1893-ban közlekedett Trondheim és Hammerfest között. A Dél- és Észak-Norvégia közötti első rendszeres, és főleg egész éves posta-összeköttetés egy tapasztalt hajóskapitány, Richard With érdeme. 1893. július 2-án a Vesterålen nevű hajó az ő irányítása alatt indult el először Trondheimból Hammerfest felé. Ezen az első, 67 órán át tartó úton 9 helyen kötöttek ki, ezek: Rørvik, Brønnøysund, Sandnessjøen, Bodø, Svolvær, Lødingen, Harstad, Tromsø és Skjervøy.
Ezt azután két további Hurtigruten járat követte, ilyen módon a századfordulón már három postahajójárat működött. Az első Trondheim és Hammerfest, a második Bergen és  Hammerfest között, a harmadik pedig Hammerfesttől tovább kelet felé, Vadsøig közlekedett, ezt aztán 1908-ban hosszabbították meg a mostani végpontig, Kirkenesig. Ezt a szakaszt a hajók télen és nyáron is hetente kétszer tették meg.
Mindezzel döntően megváltozott az Észak-Norvégia nehezen járható partközeli területein lakók élete. A Hurtigruten meghatározta és egyesítette az országot, hiszen az erősen tagolt tájakon vezető utakat ki lehetett kerülni. 1898-ban az útvonalat Bergentől délre Stavangerig meghosszabbították, de 1919-ben az ország sűrűbben lakott déli területein az út- és vasúthálózatot már annyira sikerült kiépíteni, hogy ezen a szakaszon a postahajók közlekedését ismét megszüntették. Ezután máig Bergen maradt a hajójárat legdélebbi kiindulási és déli fordulópontja. 1936. június 1-től az egykori három szakaszból alakult ki a folyamatos összeköttetés a délen fekvő Bergen és az északi Kirkenes között. Ettől kezdve 6 hajótársaság 14 hajójával napi indulásokat lehetett biztosítani.

### A második világháború és a háború utáni idők
A két világháború idején, főleg a második alatt a menetrend szerint postahajóforgalmat nem lehetett fenntartani, és a Hurtigruten hajóit részben csapatszállításra is igénybe vették. 1940 és 1945 között több hajó is elsüllyedt, vagy balesetet szenvedett, ezért a hajótársaságok az északi területek településeinek ellátását részben kis teherhajókkal, vagy halászhajókkal próbálták fenntartani. A második világháború után az egykori 14 hajóból csak három volt használható, és Trondheim és Hammerfest között csak 1950-től, egy nagyszabású államilag támogatott hajóépítési program eredményeképpen sikerült ismét elindítani a napi hajójáratot. 1956-ig összesen 10, csaknem azonos felépítésű hajót állítottak szolgálatba, így ismét rendszeres összeköttetést lehetett fenntartani.
Miközben a hajójárat elindításakor hagyományos, és gyakran használtan beszerzett gőzhajókat üzemeltettek, ezzel a 10 újabb hajóval először került sor egy külön a Hurtigruten számára kifejlesztett hajótípus alkalmazására. Az előző generáció fejlesztéseit, és a hajók üzemeltetéséből szerzett tapasztalatokat aztán minden rákövetkező hajógenerációnál figyelembe vették. A hajók külalakja és koncepciója azonban az idők során jelentősen megváltozott, ennek ellenére még mindig kifejezetten erre a speciális alkalmazásra kialakított hajótípusról lehet beszélni.

### Az 1960-as évektől máig
Az egyes települések számára az 1970-es évek végéig, főleg télen, a Hurtigruten maradt az egyetlen ellátási lehetőség, ezért erős állami támogatásban részesült. Az úthálózat bővülése és a repülőgéppel való jobb elérhetőség következtében azonban a Hurtigruten gazdasági jelentősége csökkent, emiatt manapság a turizmus játssza a nagyobb szerepet. A Hurtigruten hajói azonban még mindig szállítanak teherárut, és az egyes kikötők között utazó helyi lakosokat.
Mivel a norvég állam a támogatást mindig csak adott időszakra biztosítja, és azt az 1990-es évek végét követően csak a téli félévre korlátozta, a hajótársaság modernebb hajókkal és nagyobb komfort biztosításával igyekszik a nemzetközi turisták igényeit is kielégíteni, és így a bevételkimaradást még több utassal kárpótolni. A téli időszakban a hajók kihasználtsága azonban még mindig olyan alacsony, hogy a Hurtigruten minden évben veszteséget termel.
A Hurtigruten történetébe érdekes bepillantást nyújt az 1999-ben Stokmarknesben megnyitott Hurtigruten múzeum, amelyben kiállították az 1956-ban Hamburgban épült MS Finnmarken nevű tengerjáró hajót.

## Utasszámok és üzleti profil
A Hurtigruten hajói a második világháború után évente átlagosan 410 000 utast szállítottak. Az idők során azonban az utasösszetétel jelentősen megváltozott: az 1940-es és 1950-es években a lakosok a hajókat még csaknem kizárólag rövid utakra, tehát csak szállítóeszközként vették igénybe, és a forgalom az év folyamán egyenletes volt. Manapság viszont a turisták a hajókat túlnyomóan a nyári hónapokban a part menti üdülőhajós utakra, vagy utazásuk részeként veszik igénybe: a turisztikai irányultság nélkül a hajók gazdaságos üzemeltetése megközelítőleg sem lenne lehetséges. 

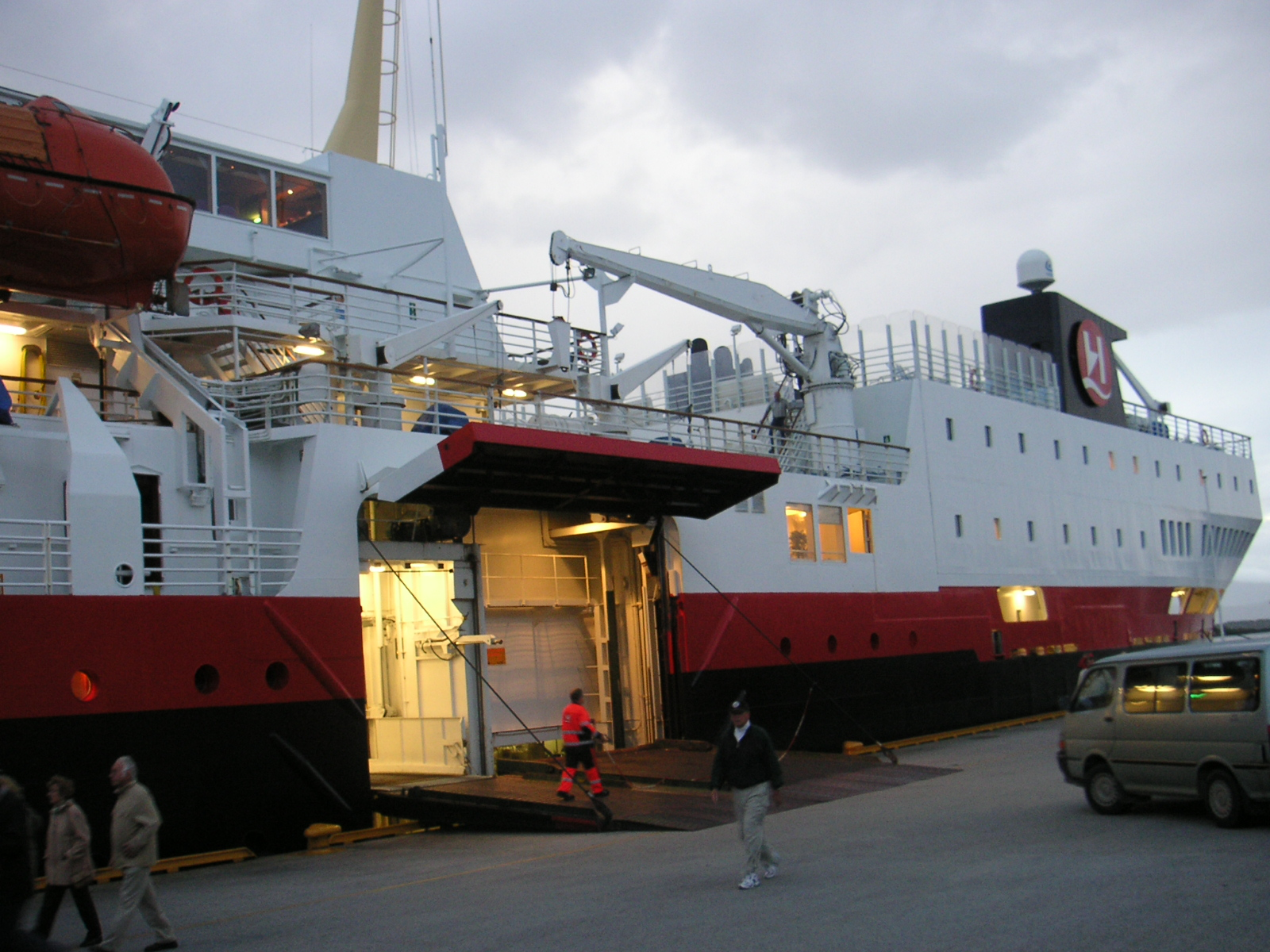
A Lyngen oldalsó rakodónyílása

Az 1970-es évek elejétől a légi közlekedés fejlődése olyan, egyre nagyobb veszteséget okozott a hajójáratnak, hogy az 1980-as évek végére a személyfogalom csökkenése miatt komolyan felmerült a Hurtigruten addigi formában történő működtetésének leállítása. Az üzleti profil turisztikai irányba történő következetes átalakítása azonban az 1990-es évek elejétől – a postahajó-jelleg feladása nélkül – ismét emelkedő utasszámokat eredményezett. Időközben az éves utasszámok már 450 000 körül járnak, és ebből kb. 70% a körutat igénybe vevő turista.
Amíg a második világháború után az egyéni közlekedés fejlődése következtében a Hurtigruten hajói által szállított teheráruk mennyisége folyamatosan csökkent, addig az 1990-es évek kezdete óta a gépkocsikat és a teherárukat tekintve ismét emelkedett. Ennek egyszerű technikai okai voltak, az újabb hajóknál ugyanis alapvetően megváltozott a rakodás módja: a sok időt és személyzetet igénylő korábbi darus rakodást az oldalsó rakodónyíláson át történő rakodás váltotta fel, amit így targoncákkal sokkal gyorsabban le lehet bonyolítani, és az autók is fel tudnak hajtani a 2, vagy a B fedélzetre.

## A hajók útvonala és menetrendje
A Hurtigruten hajói szigorú menetrend szerint közlekednek. Egy hajó minden nap ugyanabban az időpontban elhagyja Bergent, és 12 nap elteltével tér vissza a kiindulási kikötőbe. A járat által érintett kikötőkben, különösen Észak-Norvégiában a hajók megérkezése a lakosok napirendjében fix programot jelent, hiszen azokat a helyi lakosok orvoshoz járásra, hatósági ügyek intézésére és családi látogatásokra is igénybe veszik. A turisták főleg az északra, vagy a délre menő utat, vagy pedig a teljes körutat választják, de bármelyik kikötőben fel, és ki is lehet szállni. 

A Hurtigruten útvonala

A hajók Kirkenesben fordulnak vissza délre, és csaknem ugyanazon az útvonalon mennek vissza Bergenbe. Ugyanakkor az odamenet során éjszaka érintett kikötőket a visszaúton nappal érik el, így egy teljes körút során minden kikötőben nappal is kikötnek.
Az északra menő útvonal kikötői (félkövérrel azok, amelyekben 1 óránál több időt tölt a hajó):
| Nap | Érintett kikötők                                                                                          |
| --- | --- |
| 1.  | Bergen |
| 2.  | Florø / Måløy / Torvik / Ålesund, Bredsund / Molde (+ csak nyáron: Geiranger-fjord, ősszel: Hjørundfjord) |
| 3.  | Kristiansund / Trondheim / Rørvik                                                                         |
| 4.  | Brønnøysund / Sandnessjoen / Nesna / Ørnes / Bodø / Stamsund / Svolvær - Lofoten szk.                     |
| 5.  | Stokmarknes - Lofoten szk./ Sortland / Risøyhamn / Harstad / Finnsnes / Tromsø / Skjervøy                 |
| 6.  | Øksfjord / Hammerfest / Havøysund / Honningsvåg, Magerøy / Kjøllefjord                                    |
| 7.  | Båtsfjord / Vardø / Vadsø / Kirkenes                                                                      |

A délre menő útvonal kikötői:
| Nap | Érintett kikötők                                                                                |
| --- | ----------------------------------------------------------------------------------------------- |
| 7.  | Kirkenes / Vardø / Båtsfjord / Berlevåg                                                         |
| 8.  | Mehamn / Kjøllefjord / Honningsvåg / Havøysund / Hammerfest / Øksfjord / Skjervøy               |
| 9.  | Tromsø / Finnsnes / Harstad / Risøyhamn / Sortland / Stokmarknes / Svolvær - Lofoten / Stamsund |
| 10. | Bodø / Ørnes / Nesna / Sandnessjoen / Brønnøysund /Rørvik                                       |
| 11. | Trondheim / Kristiansund / Molde                                                                |
| 12. | Ålesund / Torvik / Måløy / Florø / Bergen                                                       |

Sem a téli és a nyári útvonal, sem pedig az északra és délre menő útvonal nem egyezik meg teljesen: a hajók nyáron északra menet a Geiranger-fjordba, visszafelé pedig a Trollfjordba is bemennek. Így a megtett távolság nyáron és északra menet 2704 km, délre pedig 2472 km, összesen tehát 5176 km. A kihagyott fjordok miatt télen ugyanez összesen 4945 km-re jön ki.
Abból adódóan, hogy egy-egy napos indulási különbséggel egyszerre mindig 11 hajó járja ugyanazt az útvonalat, az északra és a délre menő hajók rendszeresen és meghatározott térségekben találkoznak, ami az utasok számára mindig eseményt jelent, hiszen a hajók előírt rendszer szerint üdvözlik egymást, nappal hang-, sötétben pedig fényjelzéssel.
Az egyes kikötőkben a tartózkodási idő a ki- és berakodás idejétől, illetve a kikötő, vagy város turisztikai jelentőségétől függ. Egyes kikötőkben a várakozás több óra is lehet, ilyenkor az utasok lehetőséget kapnak a szervezett kirándulásokon és városlátogatáson részvételre, vagy egyedi sétát tehetnek. Akár több napos kirándulásokra is lehet jelentkezni.

## A Hurtigruten hajói
Az idők során megváltozott üzleti profil legjobban a hajók felszereltségében mutatkozik meg. Az 1950-es évek új építésű hajói még viszonylag kis, egyszerű és többágyas, többnyire vizes helyiség nélküli kabinokkal, valamint egy egyszerű étteremmel és egy kávézóval rendelkeztek. A már lényegesen kényelmesebb kabinok mellett még a középső generáció hajóin is megtalálhatók voltak a rövid szakaszra utazókat szolgáló közös alvóhelyek, akár 10 egyszerű fekhellyel is. Mára ezek teljesen eltűntek.
Az új generáció hajói lényegesen kényelmesebbek, a viszonylag tágas (zuhanyozóval és WC-vel ellátott)  kabinok, a fedélzeten pedig az étterem és a kávézó mellett további, a turisták igényeit szolgáló létesítmények is vannak: panoráma-szalon, whirlpool, bár és rendezvény-helyiségek. Az üdülőhajós jellegre utalnak a lakosztályok és a szervezett kirándulások, hiányoznak viszont az olyan társasági események, mint a kapitány-vacsora, a színház, és zenés szórakoztató programok. És az utasok öltözetére nézve sincsenek elvárások: sportos- kényelmes lehet még a vacsoráknál is. Úgyszintén a turisztikai érdekek indokolják a nyári menetrendben a Geiranger-fjord és a Trollfjord felkeresését.
A jelenleg forgalomban lévő hajók három generációját lehet megkülönböztetni: a hagyományos, a középidős és az új generációt. Mind a három generációra jellemző, hogy mind teheráru, mind pedig személyek szállítására is alkalmasak, és kifejezetten ezen az útvonalon történő használatra tervezték őket. Ezen kívül minden hajó mindig a bal oldalával áll a kikötőmólóhoz, mivel csak ezen az oldalukon rendelkeznek rakodónyílással és utasfeljáróval.

### A hagyományos generáció

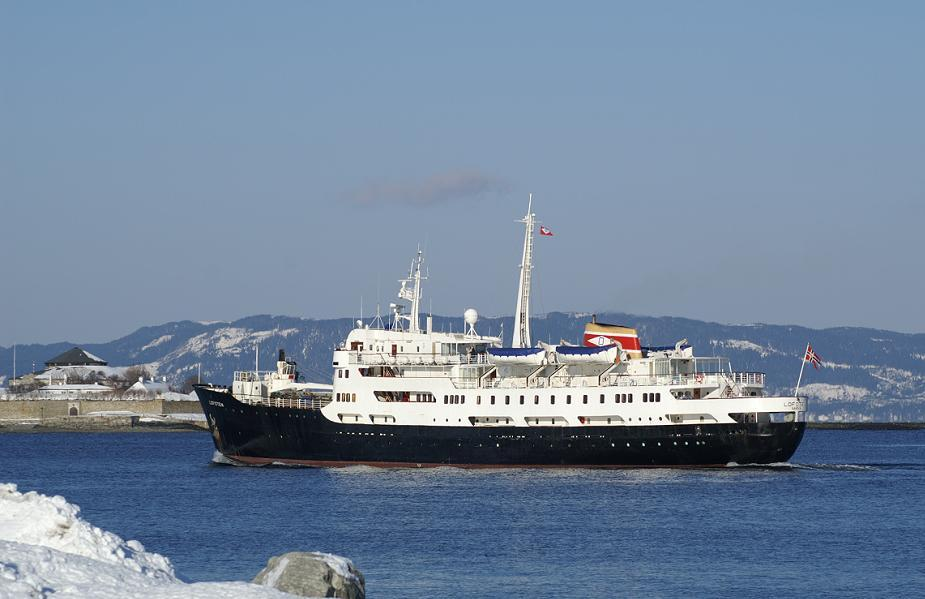
Lofoten - A hagyományos generáció utolsó szolgálatban maradt hajója

Ezt a hajógenerációt ma már nem lehet korszerűnek tekinteni. A kabinok hangszigetelését, komfortját és felszereltségét nem lehet az új generáció hajóival összehasonlítani. És a rakomány be- és kirakodása fedélzeti daruval időigényes és körülményes. Ennek ellenére a generáció egyetlen fennmaradt hajója, az 1963-ban forgalomba állított Lofoten nagyon kedvelt, főleg a turisták körében, és Európa szinte minden más hajójánál jobban tükrözi a régi postahajók nosztalgikus jellegét. Még mindig egész évben járja az útvonalat.

### A középidős generáció

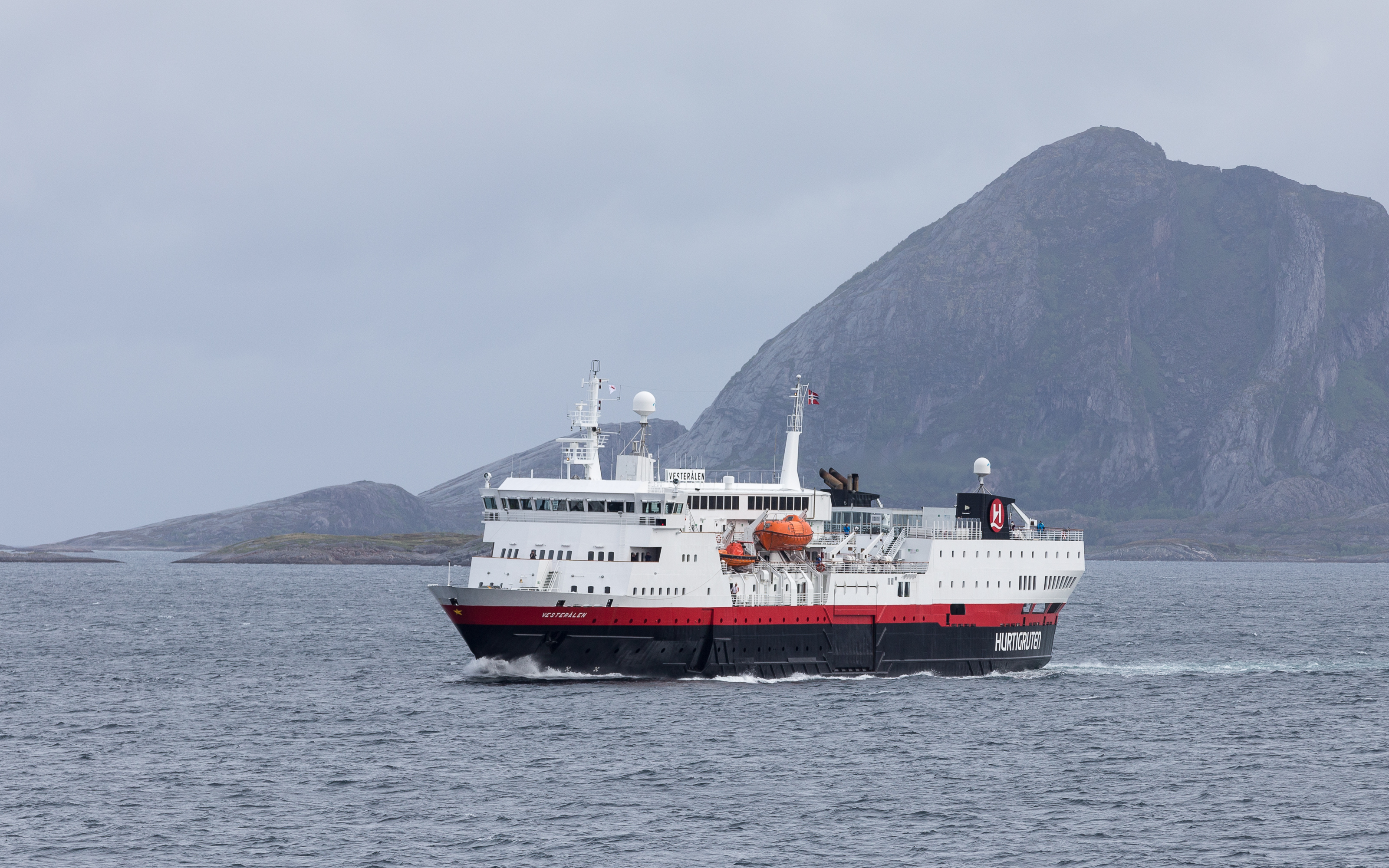
Vesterålen - A középidős generáció utolsó szolgálatban maradt hajója

Ennek a generációnak a hajói a Hurtigruten hajótársaság flottapolitikájának az 1980-as években tapasztalt fordulópontját tükrözik. A teheráru szállításához a hajók farán először ezeknél alakítottak ki helyet konténerek számára. Ez az elképzelés azonban nem vált be, mert kiderült, hogy a tervezett konténer-szállítással szemben támasztott elvárások messzemenően nem teljesültek, miközben a kabinok száma kevésnek bizonyult.
Ezen tapasztalatok alapján határozták el e generáció három hajójának átépítését, melynek során a hajó farán a konténertároló helyét kabinfelépítmény váltotta fel. Ekkor létesültek az első panorámaszalonok, a kabinok száma megkétszereződött, és az utasok komfortját is jelentősen sikerült növelni. Az új elképzeléssel szerzett tapasztalatokat aztán felhasználták a rákövetkező hajógeneráció fejlesztésénél. Ezzel az átépítéssel kezdődött meg a Hurtigruten teljes flotta-politikájának átalakítása a tisztán teherszállítástól és rövid útvonalra utazóktól a komfort-orientált üdülőhajók irányába.

### Az új generáció

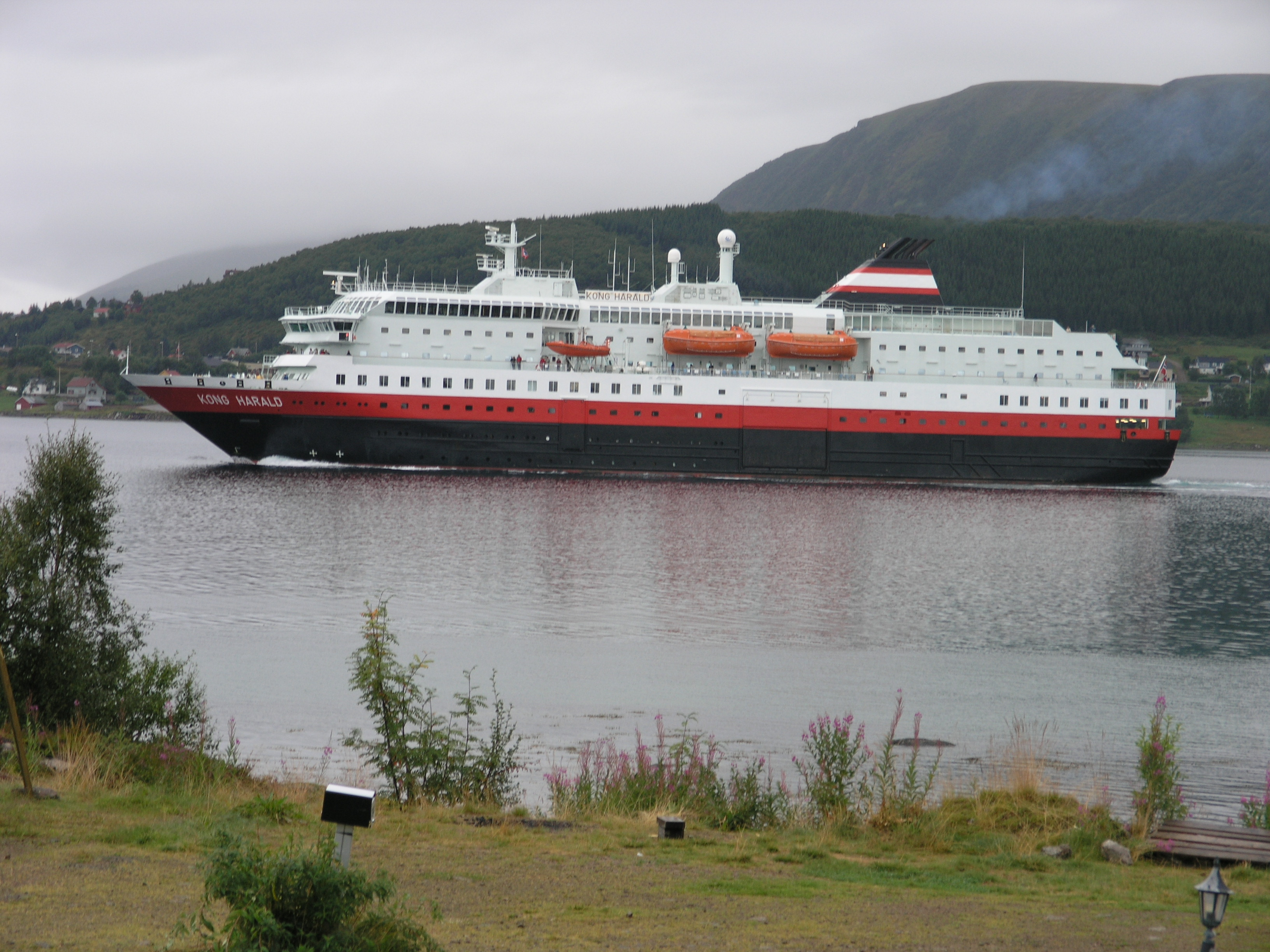
Kong Harald - Az új generáció első hajója

A hajótársaságok a felszereltséget és komfortot illetően már az új generáció első hajóinak szerkesztésénél is olyan hajók kialakítására törekedtek, amelyek kis üdülőhajókra hasonlítottak. Először létesültek a hajókon lakosztályok, wellness-részlegek és úszómedencék. Ezáltal lehetett ezeket a hajókat – különösen a kis utasforgalmú téli hónapokban – úgynevezett expedíciós hajóként a Hurtigruten vonalán kívüli is igénybe venni, és így új üzleti területeket feltárni. A Fram nevű hajót pl. egyelőre kizárólag expedíciós hajóként használják. Ennek a generációnak a hajóit - az azonos alapkoncepció ellenére – a méretet, a formatervet és a felszereltséget illetően is - komoly különbségek jellemzik, így nem lehet őket testvérhajóknak nevezni. A generáció hajóinak meghatározó közös vonása azonban a híd fölött a 7. vagy a 8. fedélzeten kialakított panorámaszalon, mely az utasoknak rossz időjárás esetén is jó kilátást biztosít.
A hajók átlagosan 15 csomós (kb. 28 km/h-s), tehát viszonylag kis sebességgel mennek; az újabbak ennél biztos többre is képesek lennének, de a menetrendet a régi, és lassabb hajókhoz igazították. Nagyobb sebességnél pedig a hajók üzemanyag-fogyasztása (tengerészeti dízel) is nem kívánt mértékben megnőne.

### A hajók aktuális jegyzéke és fontosabb adataik
| Hajó neve    | Gyártás éve | Utasszám | Ágyak száma | Száll. autók száma | Bruttó űrtart. | Hosszúság [m] | Szélesség [m] | Megjegyzés                              |
| ------------ | ----------- | -------- | ----------- | ------------------ | -------------- | ------------- | ------------- | --------------------------------------- |
| Lofoten      | 1964        | 400      | 151         | 0                  | 2 621          | 87,4          | 13,2          | 1. generációs hajó                      |
| Vesterålen   | 1983        | 516      | 294         | 35                 | 6 261          | 108,0         | 16,5          | 2. generációs hajó                      |
| Kong Harald  | 1993        | 622      | 469         | 12                 | 11 204         | 121,8         | 19,2          |                                         |
| Richard With | 1993        | 623      | 458         | 12                 | 11 205         | 121,8         | 19,2          |                                         |
| Nordlys      | 1994        | 623      | 469         | 35                 | 11 204         | 121,8         | 19,2          |                                         |
| Nordkapp     | 1996        | 622      | 458         | 35                 | 11 386         | 123,3         | 19,5          |                                         |
| Polarlys     | 1996        | 619      | 512         | 30                 | 11 341         | 123,0         | 19,5          |                                         |
| Nordnorge    | 1997        | 623      | 451         | 35                 | 11 384         | 123,3         | 19,5          |                                         |
| Finnmarken   | 2002        | 628      | 628         | 35                 | 15 690         | 138,5         | 21,5          |                                         |
| Trollfjord   | 2002        | 822      | 640         | 35                 | 16 140         | 135,7         | 21,5          |                                         |
| Midnatsol    | 2003        | 500      | 638         | 35                 | 16 151         | 135,7         | 21,5          | expedíciós hajó                         |
| Fram         | 2007        | 318      | 276         | 0                  | 11 647         | 114,0         | 20,2          | expedíciós hajó                         |
| Spitsbergen  | 2009        | 335      | 243         | 0                  | 7 025          | 100,5         | 18,0          | 2016-os felújítás után: expedíciós hajó |

## A hajók elnevezése
A hajók névadásánál valamennyi Hurtigruten hajótársaság messzemenően konzervatív elvet követett. Ha egy új építésű hajó felváltott egy régebbi hajót, és a régi ki is vált a szolgálatból, akkor a régi hajó nevét legtöbbször az új hajó kapta meg. Ilyen módon viszonylag kevés új név került be a flottába. És maguk a nevek is hagyományosan Észak-Norvégia tájaihoz, vagy a hajótársasághoz kapcsolódtak. Kaptak nevek hajók a norvég királyi (kong) és hercegi családok nevei alapján is. A ma használt hajónevek többsége már az egykori Hurtigruten-hajóknál is használatban volt. Miután azonban a Sanct Svithun névvel már két hajó is elsüllyedt, ezt a nevet többször már nem adták más hajónak.

## Rendkívüli események, hajóbalesetek
A II. világháborúval kapcsolatos veszteségektől eltekintve, az évenként megtett több mint 1 millió tengeri mérföldre, és a nagyrészt nehéz hajózási körülményeket is figyelembe véve viszonylag kevés személyi veszteséggel járó baleset történt. A második világháborúban a Hurtigruten hajótársaság 10 hajót vesztett, kettő használhatatlanná vált, a halálos áldozatok száma mintegy 430 volt (+ a csapatszállítások során mintegy 200 katona is meghalt).
Az ezt követő időszak személyi veszteséggel járó legsúlyosabb tengeri balesetei: 
- 1954-ben egy éjszaka a Nordstjernen sziklára futott és elsüllyedt (220 halott),
- 1958-ban a kikötőben tartózkodó Raftsund nevű hajón tűz ütött ki (14 halott),
- 1962-ben süllyedt el a második Sanct Svithun (az első a háborúban), miután sziklára futott (42 halott),[7]
- 2011-ben a Nordlys nevű hajó géptermében tűz ütött ki, két alkalmazott meghalt.[8]

A Sanct Svithun elsüllyedése óta nem került sor egy hajó teljes elvesztésére. Ez a jó mérleg a navigációs eszközök fejlődésének, a személyzet magas szintű oktatási és továbbképzési színvonalának, valamint a hajók magas műszaki szintjének köszönhető.

## A leghosszabb nonstop élő televíziós dokumentumműsor
2011-ben az MS Nordnorge hajóval, Bergenből Kirkenesbe történt hajóút a Guinness-rekordok közé bekerült, mint a leghosszabb nonstop élő televíziós dokumentumműsor. Az út 134 óra 42 perc 45 másodpercig tartott, amelyet “Hurtigruten Minute by Minute” címmel az NRK 2 norvég csatorna megszakítás nélkül 2011. június 16. és június 22. között közvetített. Norvégiában mintegy 3 millióan nézték a műsort. A világon összesen 148 országból hatmillió néző kísérte figyelemmel az NRK internetes közvetítésén keresztül, amelyet online a www.nrk.no. oldalon is nyomon követhettek. 

## Külső hivatkozások
- A Hurtigruten csoport hivatalos honlapja (több nyelven)
- HurtigWiki – Részletes Wiki a Hurtigruten témájához (németül)

## Fordítás
- Ez a szócikk részben vagy egészben  a   Hurtigruten című német Wikipédia-szócikk ezen változatának fordításán alapul.  Az eredeti cikk szerkesztőit annak laptörténete sorolja fel. Ez a jelzés csupán a megfogalmazás eredetét és a szerzői jogokat jelzi, nem szolgál a cikkben szereplő információk forrásmegjelöléseként.